# Wes Unseld
Westley Sissel „Wes“ Unseld (* 14. März 1946 in Louisville, Kentucky; † 2. Juni 2020) war ein US-amerikanischer Basketballspieler. Zwischen 1968 und 1981 spielte er in der NBA für die Mannschaften der Baltimore Bullets/Washington Bullets.
Unseld war nach Wilt Chamberlain der zweite Spieler der Ligageschichte, der in seiner Debütsaison sowohl zum Rookie of the Year als auch zum MVP gewählt wurde. Außerdem wurde er in derselben Saison in das All-NBA First Team und entsprechend in das NBA All-Rookie Team berufen.
Unseld wurde während seiner Karriere fünf Mal, im Jahr 1969, in den Saisons 1971 bis 1973, sowie 1975 ins All-Star Team gewählt. Zudem führte er 1975 die NBA im Rebounding an. Unseld erreichte mit den Bullets viermal die NBA Finals. Einmal, 1978, gewann er diese mit seinem Team gegen die Seattle SuperSonics. Er wurde nach dem Gewinn der Meisterschaft 1978 zudem zum MVP der Finals gewählt. Seine Trikotnummer 41, wurde von den Bullets im Jahre 1981 zurückgezogen und wird seitdem nicht mehr vergeben.
Im Jahr 1975 wurde Unseld als erster Preisträger des bis heute jährlich vergebenen J. Walter Kennedy Citizenship Award für soziales Engagement ausgezeichnet.
1988 wurde Unseld in die Naismith Memorial Basketball Hall of Fame aufgenommen. Er starb Anfang Juni 2020 im Alter von 74 Jahren.
Im Juli 2021 übernahm sein Sohn Wes Unseld, Jr. das Traineramt bei den Washington Wizards.